# 和田毛茛
和田毛茛（学名：Ranunculus hetianensis）为毛茛科毛茛属下的一个种。

## 扩展阅读
維基物種上的相關：和田毛茛